# Groupe FCC
Pour les articles homonymes, voir FCC.
Le Groupe FCC, précédemment Fomento de Construcciones y Contratas, S.A. (actuellement un des organismes du groupe), est un groupe d’entreprises espagnol, dont le siège est situé à Barcelone, spécialisé dans les services publics, né en mars 1992, fruit de la fusion de deux entreprises : Construcciones y Contratas, fondée à Madrid en 1944, et Fomento de Obras y Construcciones, créée à Barcelone en 1900, dont les actions ont commencé à cotiser en bourse en décembre 1900. Il cotise sur le marché continu espagnol et ses titres ont fait partie un temps de l’IBEX 35.
En 2021, elle faisait partie des 10 entreprises qui émettaient le plus de tonnes équivalents CO2 en Espagne, soit 3,5 Mt

## Histoire
Même s’il s’agit d’une entreprise de construction, en 1911 elle a commencé son activité dans le domaine des services publics avec un contrat de nettoyage et d’entretien du réseau d’égouts de Barcelone.
Elle est le fruit de la fusion de deux entreprises prestigieuses : Construcciones y Contratas, fondée à Madrid en 1944 et Fomento de Obras y Construcciones, créée à Barcelone en 1900 dont les actions ont commencé à coter en bourse en  décembre 1900.
En juillet 2006, FCC acquiert l'entreprise britannique de gestion des déchets Waste Recycling Group pour 1,6 milliard de livres.
En octobre 2013,Bill Gates est entré dans la société comme actionnaire de référence avec 5,7 %, en raison du positionnement de FCC dans des secteurs liés à sa vision du développement durable (Services environnementaux et Eau). Peu de temps après, en décembre de la même année, le financier Georges Soros est entré dans l’actionnariat de la société à hauteur de 3 %.
En décembre 2014, FCC a réalisé une augmentation de capital pour un montant de 1 milliard d’euros ce qui a permis l’incorporation de l’homme d’affaires Carlos Slim comme actionnaire majoritaire.

## Activité

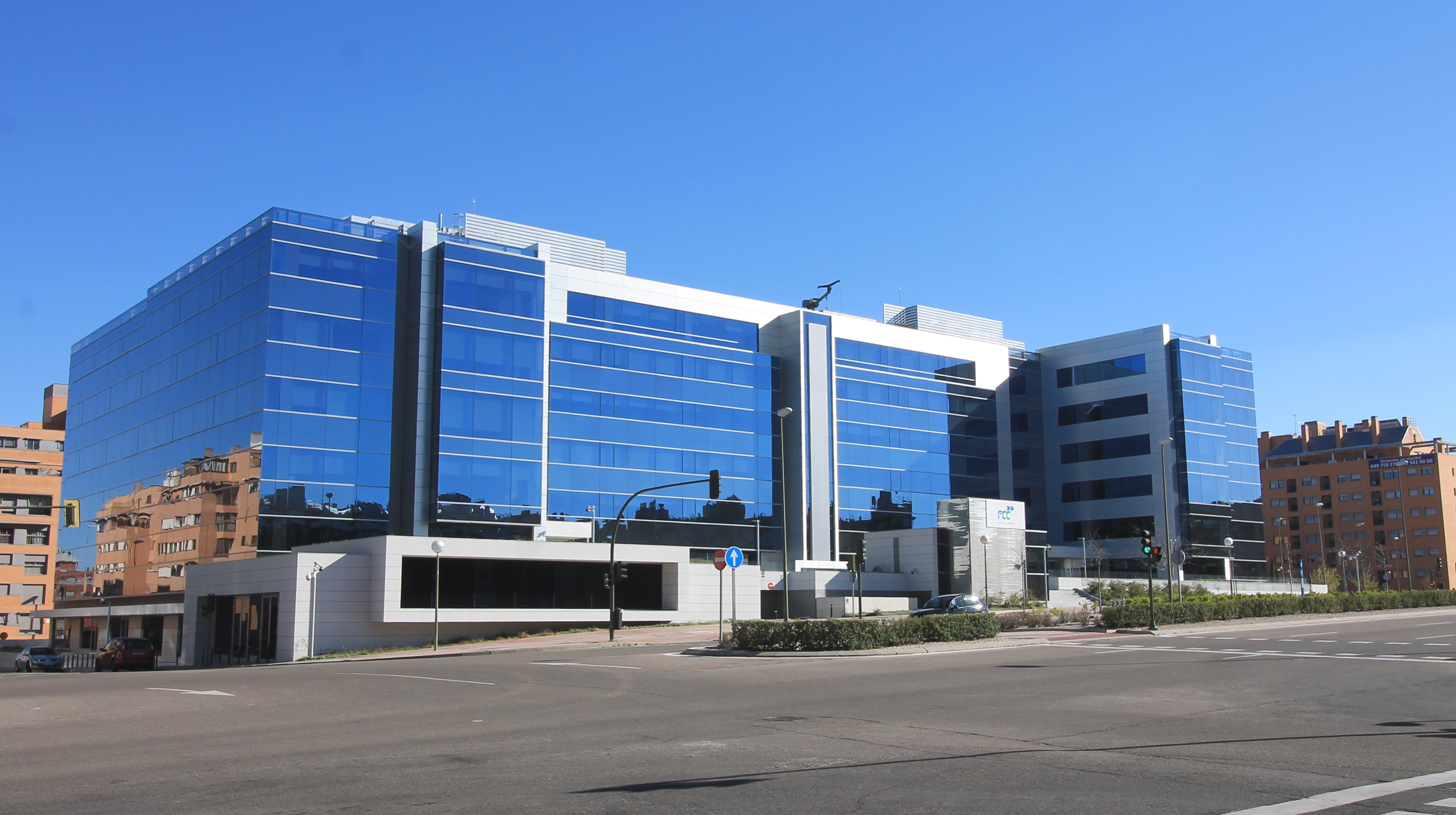
Bureaux du FCC à Madrid

FCC est la société mère d’un des plus grands groupes européens d’infrastructures et de services publics, tant en termes de chiffre d’affaires que de rentabilité.
Ses activités de base sont la gestion des services environnementaux, la gestion du cycle intégral de l’eau, la construction de grandes infrastructures, la production de ciment et la gestion immobilière.
Elle est présente dans 25 pays à travers le monde et plus de 44,6 % de son chiffre d’affaires provient des marchés internationaux, principalement d’Europe et des États Unis,.
À l’heure actuelle, sa production est très diversifiée. Ses activités de base consistent en la gestion de l’eau et de services environnementaux, la construction de grandes infrastructures comme la Torre Caja, la Torre Picasso, la Puerta de Europa à Madrid, le musée des sciences Príncipe Felipe à Valence ou encore le pont Calafat-Vidin entre la Roumanie ou la Bulgarie, le Port d'Açu au Brésil, mais également la production de ciment, la construction d’équipements urbains et la production d’énergies renouvelables.

## Actionnariat[17]
| Actionnaire                                    | Droits de vote au total | Droits de vote direct | Droits de vote indirect               |
| ---------------------------------------------- | ----------------------- | --------------------- | ------------------------------------- |
| Control Empresarial de Capitales, S.A. de C.V. | 69,578%                 | 60,583 %              | 8,994 % (Dominum Dirección y Gestión) |
| Melinda French Gates                           | 4,251 %                 | 4,251 %               | 0,000 %                               |
| Esther Koplowitz                               | 3,216 %                 | 0,035 %               | 3,181 % (Nueva Samede 2016)           |
| Nueva Samede 2016, S.L.U.                      | 3,181 %                 | 3,181 %               | 0,000 %                               |
| Carlos Slim                                    | 11,911 %                | 0,000 %               | 11,911 % (Finver Inversiones 2020)    |